# 北沟镇 (烟台市)
北沟镇是中华人民共和国山东省烟台市下属县级市蓬莱市的一个乡镇，因镇政府所在的地名而得名。该镇西面是龙口市的诸由观镇，北面是长岛县的大黑山岛。有栾家口港作为主要的海上物流出口。在历史上，唐朝的李世民曾在此处有过征战。所以，有许多与之相关的地名沿用至今。
该镇的泊子村，是山东人前往东北谋生的（“闯关东”）发源地。据称，该村的很多家庭在东北有自己同族的亲属，其数量达到自身村民的数倍，反映了在近代的历史中山东与东北地区的特殊的关系。